# Nick Noa
Nick Noa  (Ózd, 1983. február 13. –) magyar származású fényképész, író.

## Életpályája
Szülővárosában 14 éves korában ismerkedett meg a fényképészettel, egy Zenit géppel készítette első képeit. 2004. február 14-én kötött házasságot férjével, Vasas Balázzsal, akitől hamarosan két gyermeke született (Viktor 2004-ben és Pálma 2006-ban).
A család a Zala megyei Bakon élt, majd 2015-ben az Amerikai Egyesült Államokba, Hillsdale (New Jersey) városába költözött, ahol Noa megnyitotta a saját műtermét. 2020-ban a Camerapixo Magazin Fotóriportere.
Az Expertise (Clifton, New Jersey, USA) a legjobb portréfényképésznek járó díját kapta 2020-ban
A Sony Alpha Universe Tagja 
Az év során Nick Noa tovább erősítette pozícióját a fotográfia világában, amikor bekerült a "20 Leginspirálóbb és Legkreatívabb Fotósa" 2023-as listájára, amit a CameraPixo Press publikált. Az elismerés nem csak Nick Noa szakmai elkötelezettségét, de az általa közvetített érzelmi és vizuális üzenetek erejét is megerősíti. A lista további nevei között olyan elismert fotósok is szerepelnek, mint [./Https://en.wikipedia.org/wiki/Michael_Yamashita Michael Yamashita], a National Geographic több évtizedes veteránja.
IFj nemzetközi sajtókártya tulajdonos
Hazatérés Magyarországra
2024-ben Nick Noa úgy döntött, hogy tíz év amerikai tartózkodás és a New York metropolitán részén működő stúdiójának sikeres vezetése után visszatér szülőföldjére, Magyarországra. Hazatérése után Gutorföldén, Zala megyében folytatja pályafutását, új inspirációkkal és megújult energiával. Noa úgy véli, hogy Magyarország szépségei és kulturális gazdagsága új távlatokat nyitnak művészi munkájában.Nick Noa Hivatalos weboldala

## Iskolák
- Professional Photography Diploma, Edinburgh Napier University, Edinburgh, Egyesült Királyság

## Könyvek
- The Digital Photography (2019)
- The Bible of Psychology (2019)
- Marketing for Beginners and Beyond (2019)
- All The Knowledge You Need to Know About Pet Psychology and Pet Training (2019)
- Learn The Art of Photography  – November 19,
- User Manual For Human Body -February 2020 [9]

## Kiállítások
- 2017. január 20-29.: People in the city in Berlin, Blue Art gallery, Németország
- 2017. március: Minimalism in Milan, Italy Photo fair
- 2018. április 20-22.: Minimalism in Koppenhagen, Denmark Art Nordic
- 2018. augusztus 30.: Mostly white in London, 5th Base gallery East London
- 2019. augusztus 1-15.: Street Photography in Sofia, Bulgaria Synthesis Gallery
- 2019. november 1-3.: People in the City In Barcelona, World Valid Hall Gallery

## Rákellenes aktivistaként
Noa Nicknél 2010-ben méhnyakrákot diagnosztizáltak, melyet több műtét követett, míg legyőzte a rákot. Ezután a méhnyakrákos nők elhivatott támogatója lett, s több évig vezette az egyik legnagyobb kapcsolódó Facebook közösséget.

## Sajtóban megjelent képei
Pascack Press 2020. 08.10 (Pascack Valley Press Amerikai (Észek New Jersey) helyi Újság) Az ISIAS hurrikán kárairól készült lépek.
CameraPixo Press 2020 Szeptemberi lapszámában is megjelentek képei a Black Lives Matter mozgalommal kapcsolatban! A fotók Hillsdale New Jerseyben készültek.
Noa díjnyertes képei az Egyesült államokban a Walmart Áruházban is kaphatóak 